# Tipula schwarzmaieri
Tipula schwarzmaieri là một loài ruồi trong họ Ruồi hạc (Tipulidae). Chúng phân bố ở vùng Tân nhiệt đới.